# Regersgraben
Der Regersgraben ist ein etwa 1,5 km langer rechter Zufluss der Sauer im Elsass (Region Grand Est).

## Verlauf
Der Regersgraben entspringt auf einer Höhe von etwa 198 m in den Nordvogesen südlich von Wœrth direkt bei den Geissweiler Tombes.
Er fließt in östlicher Richtung durch Felder und Wiesen, unterquert die D27 und mündet schließlich westlich von Oberdorf-Spachbach auf einer Höhe von etwa 165 m von rechts in die Sauer.